# Lipán M3
Lipán M3 — аргентинский беспилотный самолёт. Предназначен для выполнения задач сбора информации, разведки и целеуказания в любое время суток. Состоит на вооружении аргентинской армии. Может вести разведку в темное время суток.

## История
Работы над проектом проводились с 1996 года. Первый боеготовый БПЛА Lipán поступил на вооружение специального разведывательного авиаотряда аргентинских сухопутных войск, дислоцированного на военной базе Кампо-де-Майо (провинция Буэнос-Айрес), в декабре 2007 года.

## Конструкция
Радиус действия БПЛА — 40 км, максимальный взлетный вес «дрона» — 60 кг, способен нести полезную нагрузку массой 20 килограммов. БПЛА оснащён немецким двигателем и американским автопилотом. Оснащение включает в себя систему связи, позволяющей передавать видеоинформацию с высоким разрешением, электронно-оптические и инфракрасные камеры. Максимальная продолжительность полёта составляет от трёх до пяти часов в зависимости от модификации.
Комплекс системы Lipán M3 состоит из трёх аппаратов, наземного пункта управления и пусковой установки.
Имеется улучшенный вариант аппарата — Lipán XM4.

## Тактико-технические характеристики
- размах крыла — 4,6 м
- длина — 3,55 м
- взлётная масса — 60 кг
- масса полезной нагрузки — 20 кг
- максимальная высота полёта — 2000 м
- максимальная скорость — 170 км/ч
- радиус действия — 40 км
- время полёта — до 5 часов[4]